# Kiki (chanson)
Pour les articles homonymes, voir Kiki.
Singles de Julien Doré
Nous
(2020) Waf
(2021)
Kiki est une chanson du chanteur français Julien Doré parue en tant que single, sur son cinquième album Aimée. Elle est sortie en tant que troisième extrait de l'album le 23 mars 2021.

## Clip vidéo
Le clip de la chanson, réalisé par Brice VDH et dont le scénario est écrit par Julien Doré, est sorti sur YouTube le 23 mars 2021. On peut retrouver l'actrice belge Virginie Efira interpréter la femme de Julien,,,.

## Classements hebdomadaires
| Classement (2020) | Meilleure position |
| ----------------- | ------------------ |
| Belgique          | 14                 |
| France            | 188                |